# Casseuil
Casseuil (Cassulh en gascon) est une commune du Sud-Ouest de la France, située dans le département de la Gironde en région Nouvelle-Aquitaine.
Ses habitants sont appelés les Casseuillais.

## Géographie

### Localisation
Située sur la Garonne, la commune de Casseuil se trouve à 56 km au sud-est de Bordeaux, chef-lieu du département, à 12 km à l'est de Langon, chef-lieu d'arrondissement et à 6 km à l'ouest de La Réole, ancien chef-lieu de canton.

### Communes limitrophes
Les communes limitrophes en sont Morizès au nord, Gironde-sur-Dropt à l'est, Caudrot à l'ouest, et Sainte-Foy-la-Longue au nord-ouest. Sur la rive gauche (sud) de la Garonne, se trouve la commune de Barie.
| Sainte-Foy-la-Longue | Morizès                         |                   |
| Caudrot              | Casseuil                        | Gironde-sur-Dropt |
|                      | Rive gauche de la Garonne Barie |                   |

### Hydrographie
Le sud de la commune est traversé d'est en ouest par la rivière du Dropt qui se jette dans la Garonne sur le territoire de la commune voisine de Caudrot.

### Climat
Pour des articles plus généraux, voir Climat de la Nouvelle-Aquitaine et Climat de la Gironde.
Historiquement, la commune est exposée à un climat océanique aquitain.  
En 2020, Météo-France publie une typologie des climats de la France métropolitaine dans laquelle la commune est exposée à un climat océanique et est dans la région climatique  Aquitaine, Gascogne, caractérisée par une pluviométrie abondante au printemps, modérée en automne, un faible ensoleillement au printemps, un été chaud (19,5 °C), des vents faibles, des brouillards fréquents en automne et en hiver et des orages fréquents en été (15 à 20 jours).
Pour la période 1971-2000, la température annuelle moyenne est de 12,6 °C, avec une amplitude thermique annuelle de 15,6 °C. Le cumul annuel moyen de précipitations est de 803 mm, avec 11 jours de précipitations en janvier et 6,6 jours en juillet. Pour la période 1991-2020, la température moyenne annuelle observée sur la station météorologique la plus proche, située sur la commune de Saint-Sulpice-de-Pommiers à 9 km à vol d'oiseau, est de 13,8 °C et le cumul annuel moyen de précipitations est de 764,8 mm,. Pour l'avenir, les paramètres climatiques de la commune estimés pour 2050 selon différents scénarios d’émission de gaz à effet de serre sont consultables sur un site dédié publié par Météo-France en novembre 2022.

## Urbanisme

### Typologie
Au 1er janvier 2024, Casseuil est catégorisée commune rurale à habitat dispersé, selon la nouvelle grille communale de densité à sept niveaux définie par l'Insee en 2022.
Elle appartient à l'unité urbaine de Saint-Macaire, une agglomération intra-départementale regroupant huit  communes, dont elle est une commune de la banlieue,,. La commune est en outre hors attraction des villes,.

### Occupation des sols

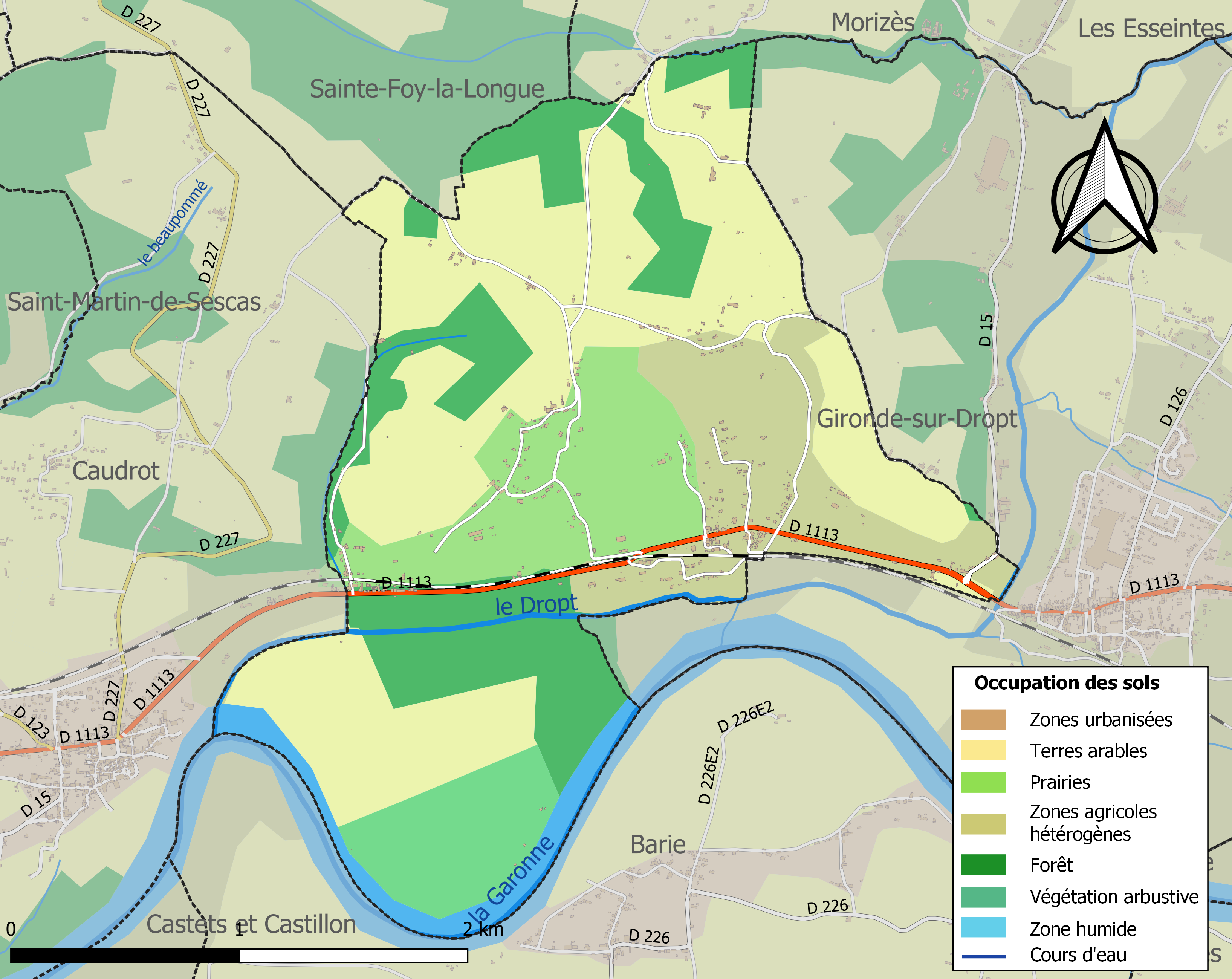
Carte des infrastructures et de l'occupation des sols de la commune en 2018 (CLC).

L'occupation des sols de la commune, telle qu'elle ressort de la base de données européenne d’occupation biophysique des sols Corine Land Cover (CLC), est marquée par l'importance des territoires agricoles (69,5 % en 2018), en diminution par rapport à 1990 (85,5 %). La répartition détaillée en 2018 est la suivante : 
cultures permanentes (31,2 %), forêts (19,3 %), zones agricoles hétérogènes (15,2 %), prairies (13,4 %), terres arables (9,7 %), milieux à végétation arbustive et/ou herbacée (6,5 %), eaux continentales (4,6 %). L'évolution de l’occupation des sols de la commune et de ses infrastructures peut être observée sur les différentes représentations cartographiques du territoire : la carte de Cassini (XVIIIe siècle), la carte d'état-major (1820-1866) et les cartes ou photos aériennes de l'IGN pour la période actuelle (1950 à aujourd'hui).

### Voies de communication et transports
La principale voie de communication qui traverse la commune est la route départementale 1113, ancienne route nationale 113 (Bordeaux-Marseille) qui mène à Langon vers l'ouest et à La Réole vers l'est.
L'accès à l'autoroute A62 (Bordeaux-Toulouse) le plus proche est celui de  03 Langon se situe à 14 km vers l'ouest-sud-ouest ; celui de  04 La Réole se situe à 15 km vers le sud-est.
L'accès  Bazas à l'autoroute A65 (Langon-Pau) se situe à 23 km vers le sud-sud-ouest.
Le territoire communal est traversé par la ligne SNCF Bordeaux-Sète du TER Nouvelle-Aquitaine et le village se trouve à égales distances (deux à trois km) des gares des communes voisines, Caudrot et Gironde-sur-Dropt.

### Risques majeurs
Le territoire de la commune de Casseuil est vulnérable à différents aléas naturels : météorologiques (tempête, orage, neige, grand froid, canicule ou sécheresse), inondations, mouvements de terrains et séisme (sismicité très faible). Un site publié par le BRGM permet d'évaluer simplement et rapidement les risques d'un bien localisé soit par son adresse soit par le numéro de sa parcelle.
Certaines parties du territoire communal sont susceptibles d’être affectées par le risque d’inondation par débordement de cours d'eau, notamment la Garonne et le Dropt. La commune a été reconnue en état de catastrophe naturelle au titre des dommages causés par les inondations et coulées de boue survenues en 1982, 1988, 1999 et 2009,.
Les mouvements de terrains susceptibles de se produire sur la commune sont des affaissements et effondrements liés aux cavités souterraines (hors mines) et des éboulements, chutes de pierres et de blocs. Par ailleurs, afin de mieux appréhender le risque d’affaissement de terrain, l'inventaire national des cavités souterraines permet de localiser celles situées sur la commune.

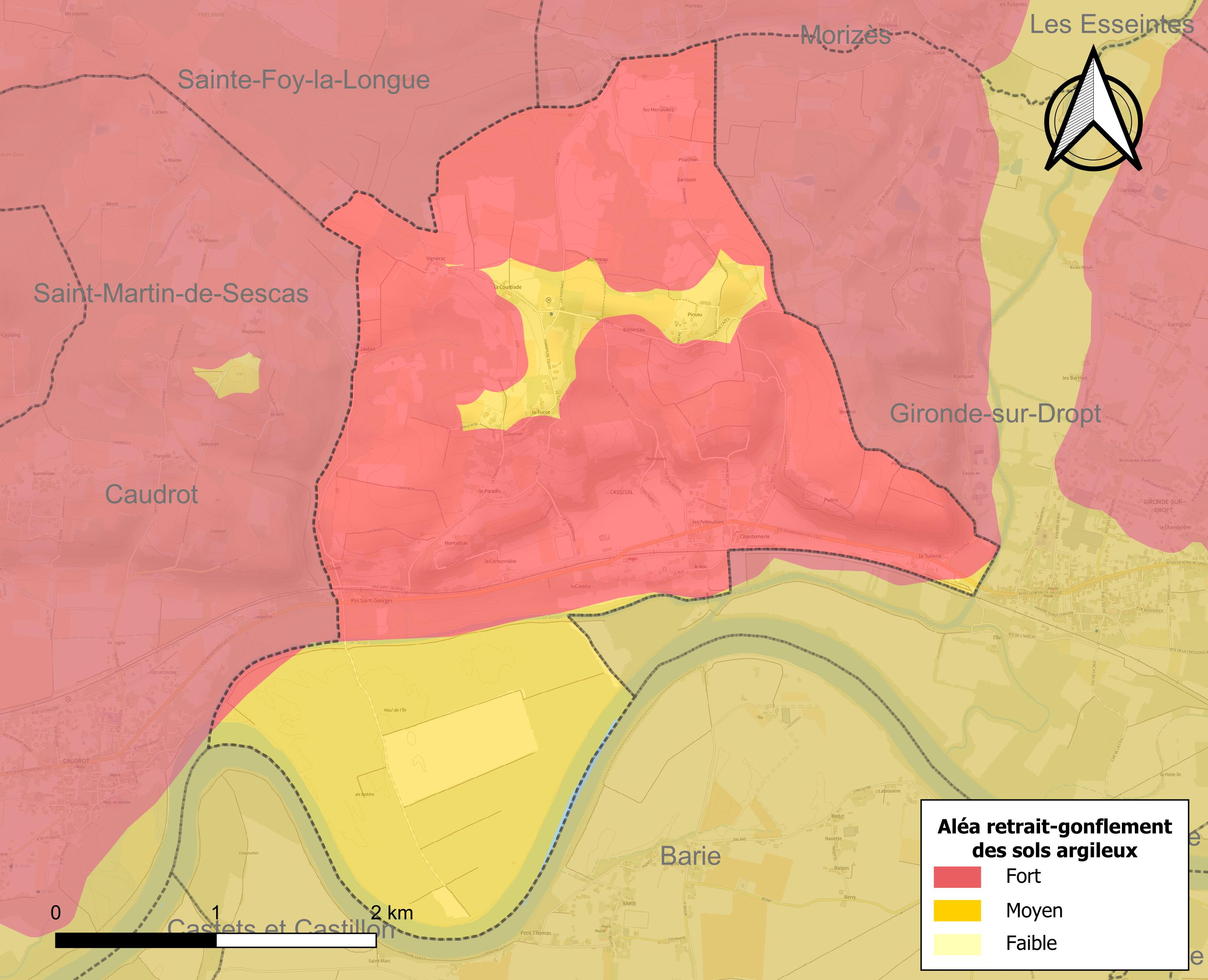
Carte des zones d'aléa retrait-gonflement des sols argileux de Casseuil.

Le retrait-gonflement des sols argileux est susceptible d'engendrer des dommages importants aux bâtiments en cas d’alternance de périodes de sécheresse et de pluie. 99,9 % de la superficie communale est en aléa moyen ou fort (67,4 % au niveau départemental et 48,5 % au niveau national). Sur les 204 bâtiments dénombrés sur la commune en 2019, 204 sont en aléa moyen ou fort, soit 100 %, à comparer aux 84 % au niveau départemental et 54 % au niveau national. Une cartographie de l'exposition du territoire national au retrait gonflement des sols argileux est disponible sur le site du BRGM,.
Par ailleurs, afin de mieux appréhender le risque d’affaissement de terrain, l'inventaire national des cavités souterraines permet de localiser celles situées sur la commune.
Concernant les mouvements de terrains, la commune a été reconnue en état de catastrophe naturelle au titre des dommages causés par la sécheresse en 2003 et 2017 et par des mouvements de terrain en 1999.

## Toponymie
Le toponyme Casseuil est issu du gaulois cassanos, signifiant chêne.

## Histoire
A Casseuil, la Seigneurie de Montalban portait en 1712 le nom de Château ou maison noble de Lamothe Montauban. Cette seigneurie avait droit de péage sur la Garonne et droit de sépulture dans l'église de Casseuil.
À l'emplacement de cette Mothe féodale protégeant le gué du Pas Saint Georges se trouvait le Palais de Charlemagne appelé la "Villa Cassinogilum". Ainsi c'est à Montalban que naquit en 778 Louis 1er le Pieux dit le débonnaire (c'est-à-dire de bonne naissance) et qui fut le premier Roi de France ("empereur d'occident") à être sacré à Reims en 816 par le Pape Étienne IV en souvenir du baptême de Clovis. C'est certainement en souvenir de ce Palais de Charlemagne à Montalban que le hameau jouxtant la demeure s'appelle encore aujourd'hui 'Le Paradis".
La Villa Cassinogilum de Charlemagne était étendue sur tout le village de Casseuil et protégée par le Pas Saint Georges à l'Ouest, le Castéra au Sud Est et à l'Est par ce qui est devenu le château de Pudris.
Des relevés effectués le 8 septembre 2014 permettent d'affirmer qu'un souterrain reliait le Palais de Charlemagne à Montalban jusqu'à l'actuel château de Pudris, ancienne fortification protégeant le Palais de Charlemagne.
Le château de Gironde sur Dropt, rasé lors de la construction du chemin de fer était une fortification avancée du Palais de Charlemagne ainsi que le Château de Castets en Dorthe.
Des relevés effectués le 8 septembre 2014 ont mis en évidence l'existence d'une grande salle de 120 m2 dans l'axe exact du château actuel de Montalban, corroborant les sources documentaires déjà connues sur le palais de Charlemagne.
À la Révolution, la paroisse Saint-Pierre de Casseuil forme la commune de Casseuil.

## Politique et administration
| Période                                  | Période  | Identité             | Étiquette | Qualité |
| ---------------------------------------- | -------- | -------------------- | --------- | ------- |
| 1794                                     | 1813     | Louis Menou          |           |         |
| 1813                                     | 1814     | Joseph Menou         |           |         |
| 1814                                     | 1821     | Jean Dunogues        |           |         |
| 1821                                     | 1830     | Vicomte Dunogues     |           |         |
| 1830                                     | 1830     | Neveu Barthalos      |           |         |
| 1830                                     | 1848     | Pierre Ballereau     |           |         |
| 1848                                     | 1852     | François Brown       |           |         |
| 1852                                     | 1854     | Jacques Ballereau    |           |         |
| 1854                                     | 1865     | Jean Bellod          |           |         |
| 1865                                     | 1870     | Pierre Lehaut        |           |         |
| 1870                                     | 1883     | Jacques Ballereau    |           |         |
| 1883                                     | 1929     | Pierre Ballereau     |           |         |
| 1929                                     | 1935     | Joseph Hoquetis      |           |         |
| 1935                                     | 1959     | François Leaud       |           |         |
| 1959                                     | 1970     | Armand Lecourt       |           |         |
| 1971                                     | 1977     | Raymond Richard      |           |         |
| 1977                                     | 1984     | Franck Lalanne       |           |         |
| 1984                                     | 1995     | Jean Claude Masson   |           |         |
| mars 2008                                | En cours | François Merveilleau | MoDem     | Cadre   |
| Les données manquantes sont à compléter. |          |                      |           |         |

### Communauté de communes
Le 1er janvier 2014, la communauté de communes du Réolais ayant été supprimée, la commune de Casseuil s'est retrouvée intégrée à la communauté de communes du Réolais en Sud Gironde siégeant à La Réole.

## Démographie
L'évolution du nombre d'habitants est connue à travers les recensements de la population effectués dans la commune depuis 1793. Pour les communes de moins de 10 000 habitants, une enquête de recensement portant sur toute la population est réalisée tous les cinq ans, les populations de référence des années intermédiaires étant quant à elles estimées par interpolation ou extrapolation. Pour la commune, le premier recensement exhaustif entrant dans le cadre du nouveau dispositif a été réalisé en 2005.

En 2022, la commune comptait 369 habitants, en évolution de −7,98 % par rapport à 2016 (Gironde : +6,91 %, France hors Mayotte : +2,11 %).
| 1793 | 1800 | 1806 | 1821 | 1831 | 1836 | 1841 | 1846 | 1851 |
| ---- | ---- | ---- | ---- | ---- | ---- | ---- | ---- | ---- |
| 644  | 644  | 629  | 609  | 621  | 601  | 629  | 634  | 553  |

| 1856 | 1861 | 1866 | 1872 | 1876 | 1881 | 1886 | 1891 | 1896 |
| ---- | ---- | ---- | ---- | ---- | ---- | ---- | ---- | ---- |
| 544  | 541  | 537  | 541  | 531  | 468  | 462  | 450  | 452  |

| 1901 | 1906 | 1911 | 1921 | 1926 | 1931 | 1936 | 1946 | 1954 |
| ---- | ---- | ---- | ---- | ---- | ---- | ---- | ---- | ---- |
| 432  | 445  | 425  | 371  | 376  | 371  | 363  | 323  | 371  |

| 1962 | 1968 | 1975 | 1982 | 1990 | 1999 | 2005 | 2006 | 2010 |
| ---- | ---- | ---- | ---- | ---- | ---- | ---- | ---- | ---- |
| 356  | 315  | 347  | 361  | 395  | 367  | 357  | 359  | 383  |

| 2015 | 2020 | 2022 | - | - | - | - | - | - |
| ---- | ---- | ---- | - | - | - | - | - | - |
| 399  | 376  | 369  | - | - | - | - | - | - |

## Culture locale et patrimoine

### Lieux et monuments
- Une maison, dite Casteras, située dans le bourg est réputée pour avoir été, en 1578, le lieu d'une rencontre entre Henri de Navarre, futur roi de France et Catherine de Médicis[29]. Cette maison date du XVIe siècle (1550) et est inscrite à l'inventaire des monuments historiques depuis 1990[30].
- La Maison Noble ou Château de Montalban a été reconstruite au XVIIIe siècle et inscrite à l'inventaire des monuments historiques en 2010. Le château de Montalban est le lieu de naissance et de baptême de Louis 1er le Pieux, 1er roi sacré à Reims en souvenir du baptême de Clovis et Empereur d'Occident. Il était le fils de Charlemagne, né en 778, tandis que Charlemagne combattit en Espagne avec au retour l'embuscade de Rolland à Roncevaux par les Basques.
- L'église Saint-Pierre abrite une frise en marbre datant de l'antiquité et classée monument historique au titre « objet »[31] (cf. aussi section Personnalités liées à la commune dans cet article).
- Une tour hertzienne située au point culminant de la commune (122 mètres) mesure 120 mètres de hauteur ; c'est l'un des plus hauts bâtiments d'Aquitaine.

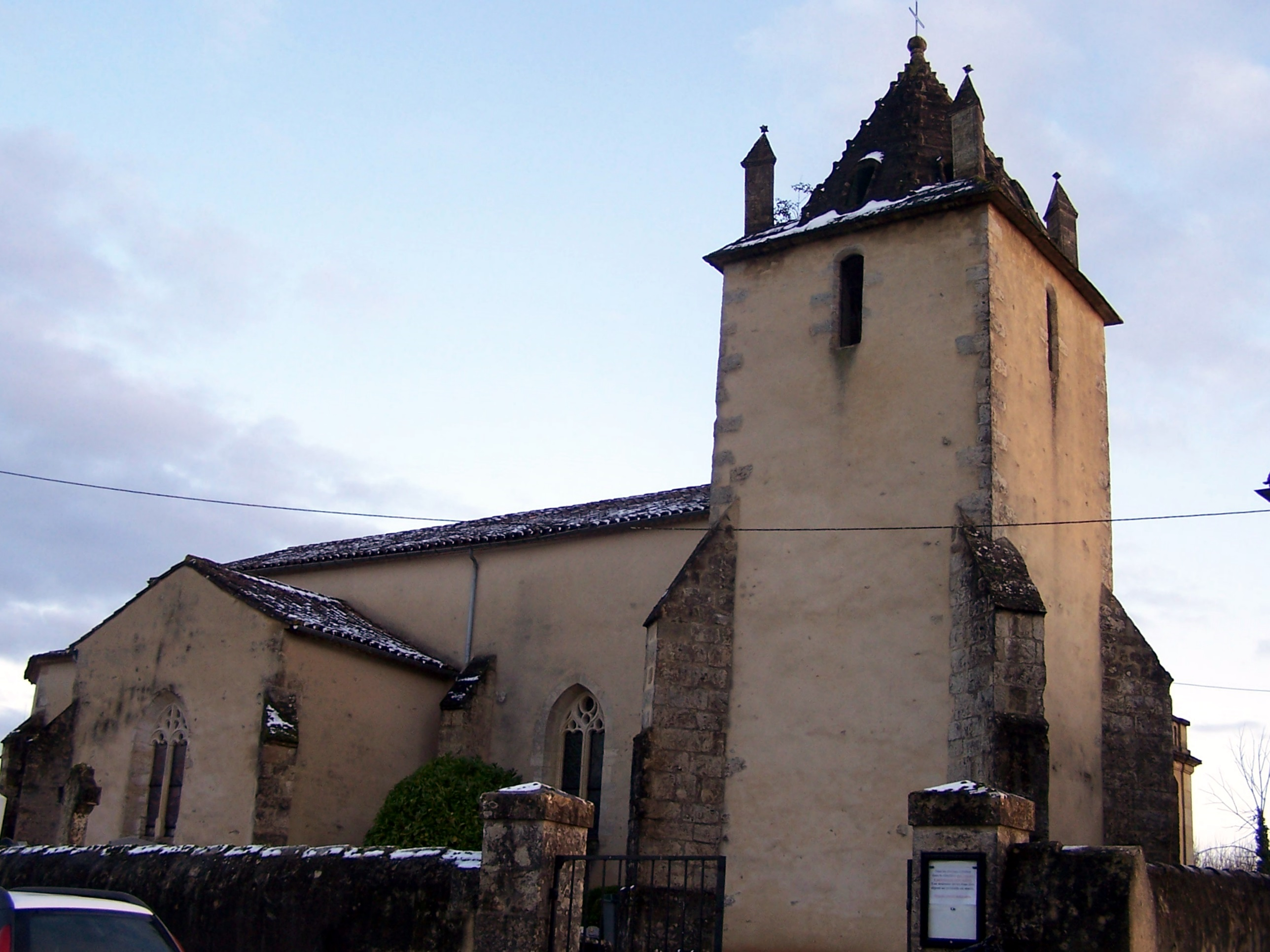
L'église Saint-Pierre (janv. 2010)
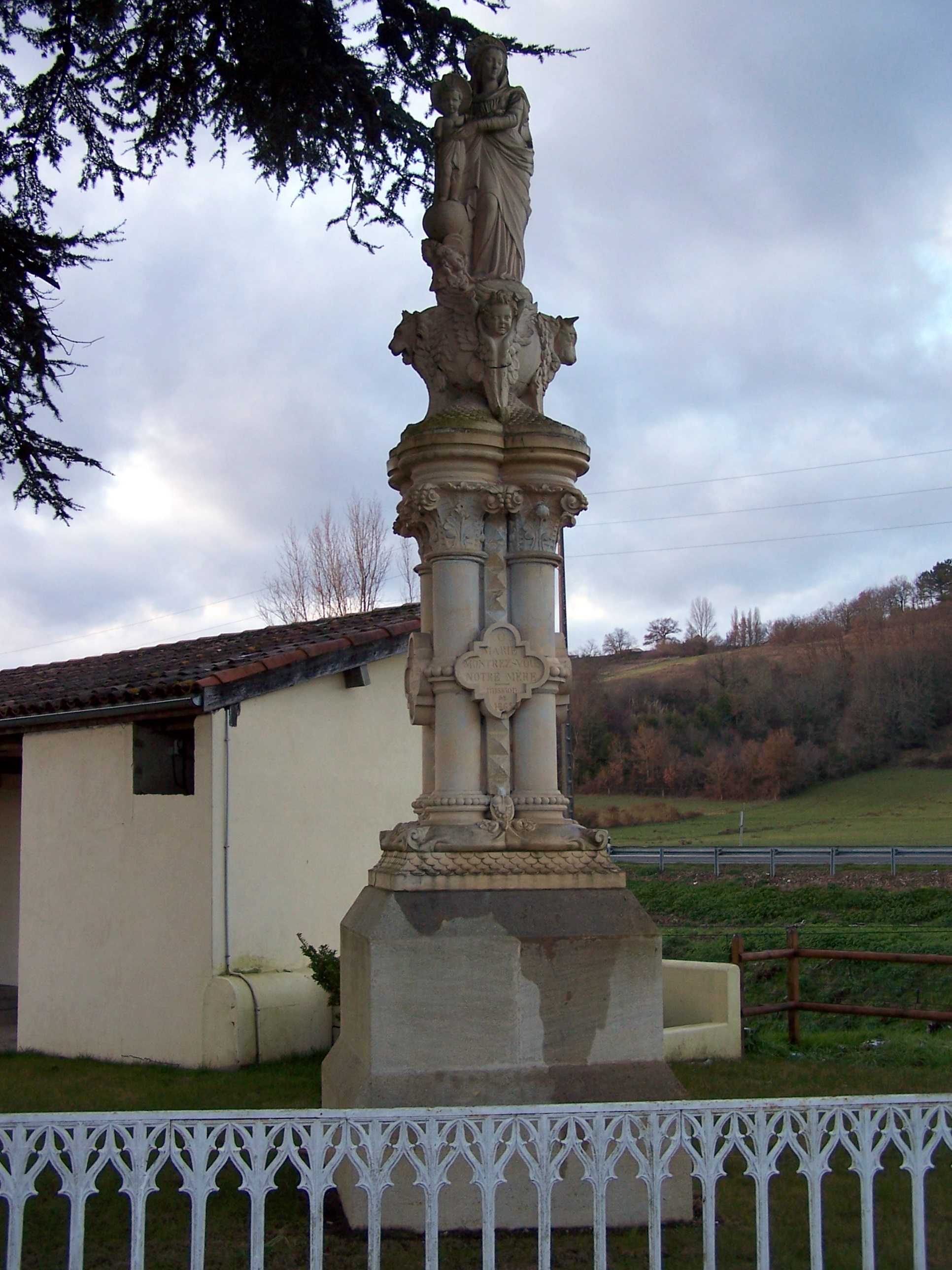
Oratoire près de la mairie (janv. 2010)
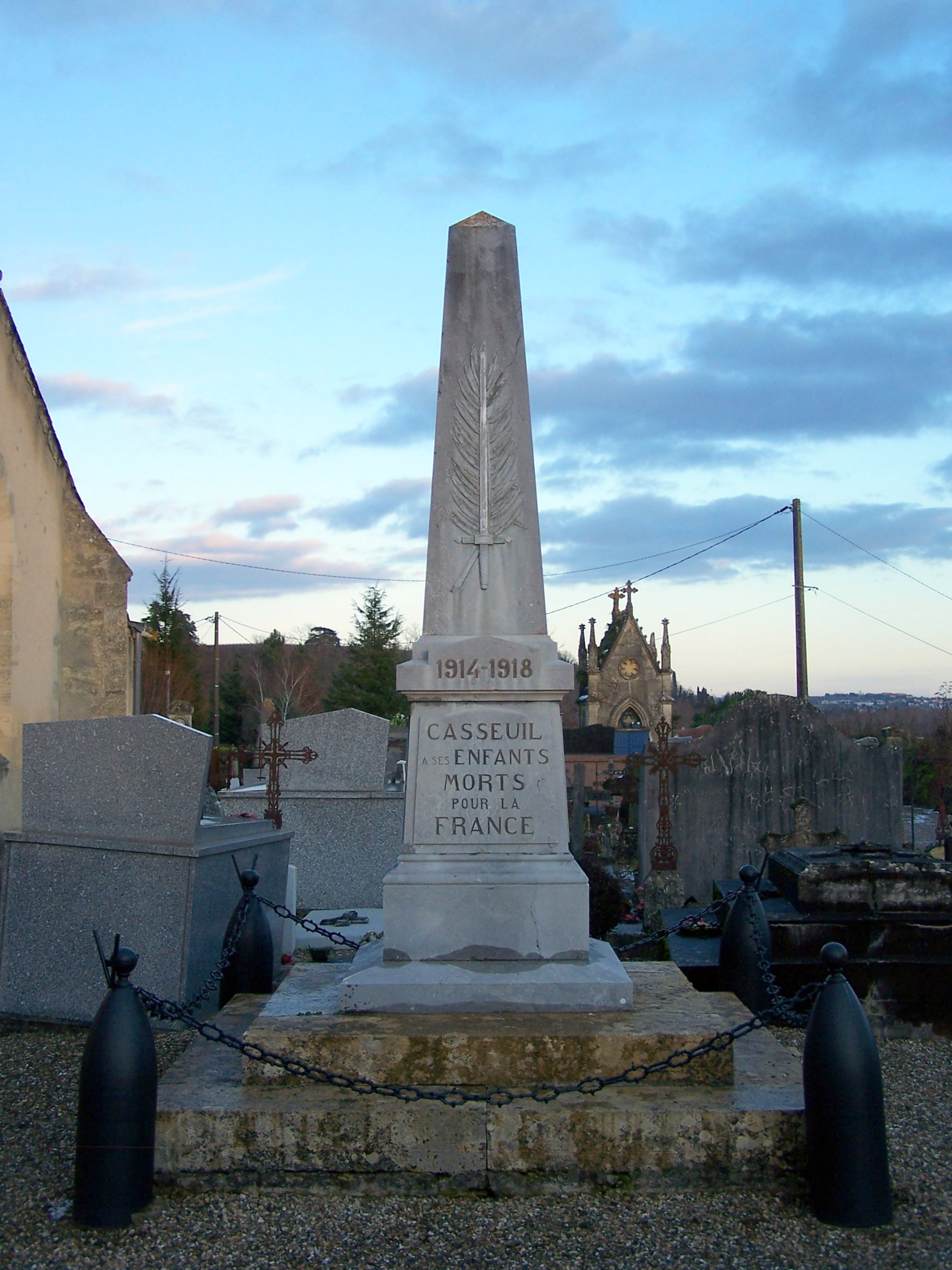
Le monument aux morts dans le cimetière près de l'église (janv. 2010)

### Personnalités liées à la commune
- La frise conservée dans l'église Saint-Pierre serait, selon la base Palissy, un vestige d'un très important édifice signalé par les textes du Moyen Âge où Louis le Débonnaire (778-840) a vu le jour[31].
- Henri de Navarre (cf. maison Casteras)
- Catherine de Médicis (cf. maison Casteras)
- Fernand Masson (1872-1948), poète gascon né à Casseuil, éditeur de Lou Garounés